# Theridion bidepressum
Theridion bidepressum là một loài nhện trong họ Theridiidae.
Loài này thuộc chi Theridion. Theridion bidepressum được miêu tả năm 2005 bởi Chang-Min Yin, Peng & Zhang.